# Soussey-sur-Brionne
Soussey-sur-Brionne is een gemeente in het Franse departement Côte-d'Or (regio Bourgogne-Franche-Comté) en telt 102 inwoners (1999). De plaats maakt deel uit van het arrondissement Montbard.

## Geografie
De oppervlakte van Soussey-sur-Brionne bedraagt 14,9 km², de bevolkingsdichtheid is 6,8 inwoners per km².
De onderstaande kaart toont de ligging van Soussey-sur-Brionne met de belangrijkste infrastructuur en aangrenzende gemeenten.

## Demografie
Onderstaande figuur toont het verloop van het inwonertal (bron: INSEE-tellingen).